# Stanisław Akulicz
Stanisław Feliksowicz Akulicz (ros. Станислав Феликсович Акулич, ur. 10 kwietnia 1934 w Józefowie w rejonie smolewickim w obwodzie mińskim) – radziecki elektromonter, przodownik pracy, Bohater Pracy Socjalistycznej (1981).

## Życiorys
W 1951 został uczniem elektromontera, później pracował jako elektromonter Mińskiego Zarządu Produkcyjno-Montażowego Siewzapelektromontaż, od 1953 do 1956 odbywał służbę w Armii Radzieckiej. Od 1956 do 1966 pracował jako elektromonter zarządu mechaniczno-montażowego trustu Biełelektromontaż, od 1966 do 1976 brygadzista elektromonterów kombinatu budowy domów nr 1, a od 1976 brygadzista elektromonterów specjalnego zarządu nr 206 Mińskiego Zjednoczenia Produkcyjnego Przemysłowego Budownictwa Mieszkaniowego. Kierowana przez niego brygada w składzie 9 ludzi tylko w ciągu dziesiątej pięciolatki (lata 1976-1980) zamontowała instalację elektryczną w 8150 mieszkaniach i 7 dużych sklepach. W ciągu kolejnego planu 5-letniego Akulicz kontynuował kierowanie brygadą, później zajmował się instalowaniem oświetlenia i sieci oświetleniowych SU-206 SA "MAPID", w 2004 przeszedł na emeryturę. Działał w KPZR, w 1981 był delegatem na XXVI Zjazd partii, od 1981 był członkiem KC KPB. Od 1971 do 1975 sprawował mandat deputowanego do Rady Najwyższej Białoruskiej SRR.

## Odznaczenia
- Medal Sierp i Młot Bohatera Pracy Socjalistycznej (19 marca 1981)
- Order Lenina (19 marca 1981)
- Order Rewolucji Październikowej (5 marca 1976)
- Order Czerwonego Sztandaru Pracy (5 kwietnia 1971)
- Medal „Za pracowniczą dzielność” (11 sierpnia 1966)

I inne.